# Europese kampioenschappen tafeltennis
De Europese kampioenschappen tafeltennis staan sinds 1958 op de internationale tafeltenniskalender. Ze worden georganiseerd door
de European Table Tennis Union (ETTU).
Tussen 1958 en 2002 werd het EK om het jaar georganiseerd, in de even jaren. Vanaf 2003 werden ze georganiseerd in de oneven jaren. In 2008 werd dan overgestapt op een jaarlijkse organisatie van de Europese kampioenschappen. In 2013 werd weer overgestapt op de oneven jaren. Vanaf 2016 worden de individuele toernooien in de even jaren en de landenteams in de oneven jaren georganiseerd.
Het gemengd dubbelspel werd per 2009 geschrapt als onderdeel van het programma. De ETTU besloot in mei van hetzelfde jaar dat het gemengd dubbelspel een eigen toernooi zou krijgen. De eerste editie daarvan vond plaats in september 2009. Vanaf 2016 vindt het gemengd dubbelspel weer plaats tijdens het hoofdtoernooi.

## Onderdelen
| Mannen      | Vrouwen     | Gemengd    |
| ----------- | ----------- | ---------- |
| enkelspel   | enkelspel   | dubbelspel |
| dubbelspel  | dubbelspel  | dubbelspel |
| landenteams | landenteams | dubbelspel |

## Overallkampioenen
Er zijn vier disciplines waarin een individu Europees kampioen kan worden, te weten het mannen- (of vrouwen-) enkelspel, het mannen- (of vrouwen-) dubbelspel, het gemengd dubbelspel en het mannen- (of vrouwen-) ploegentoernooi. In de geschiedenis van het EK zijn een aantal spelers erin geslaagd alle vier de disciplines minimaal één keer op hun naam te schrijven. Dit zijn:
| Mannen: - Zoltán Berczik (won laatste discipline in 1960) - Hans Alsér (won laatste discipline in 1966) - Jacques Secrétin (won laatste discipline in 1984) - Vladimir Samsonov (won laatste discipline in 2003) | Vrouwen: - Zoja Roednova (won alle vier disciplines in 1970) - Valentina Popova (won alle vier disciplines in 1984) - Csilla Bátorfi (won laatste discipline in 1994) - Elizabeta Samara (won laatste discipline in 2015) |

Roednova (in 1970) en Popova (in 1984) zijn de enige vrouwen ooit die tijdens één editie van de Europese kampioenschappen alle vier mogelijke titels wonnen. Bij de mannen lukte dit niemand. Met ingang van 2016 zijn 'vierklappers' op één Europees kampioenschap onmogelijk. Sinds dat jaar vindt het EK voor ploegen apart plaats in oneven jaren, terwijl in even jaren om de titels in de andere disciplines wordt gestreden.

## Nederlandse deelnemers
Onder andere de volgende tafeltennissers vertegenwoordigden Nederland op een EK:
| Vrouwen: - Ágnes Simon (1960) - Bettine Vriesekoop (1980 - 1998) - Britt Eerland (2011 - 2024) - Carla Nouwen (2008) - Emily Noor (1990 - 1996) - Emine Ernst (2022, 2023) - Gerdie Keen (1988 - 1998) - Jelena Timina (2008 - 2011) - Kim Vermaas (2017 - 2019) - Linda Creemers (2008 - 2011) - Li Jiao (2005 - 2011) - Li Jie (2008 - 2011) - Shuohan Men (2022, 2024) - Mirjam Hooman-Kloppenburg (1984 - 1996) - Rianne van Duin (2015) - Sandra de Kruijff (1982) - Sanne de Hoop (2022) - Ursula Stulemeijer-Artz (1960) | Mannen: - Bert van der Helm (1970) - Danny Heister (1994 - 2005) - Ewout Oostwouder (2016 - 2020) - Frans Schoofs (1960) - Gabrielius Camara (2024) - Kas van Oost (2024) - Laurens Tromer (2014 - 2020) - Michel de Boer (2015) - Milo de Boer (2024) - Paul Haldan (1988 - 1990) - Rajko Gommers (2016 - 2019) - Trinko Keen (1992 - 2008) |

## Toernooiwinnaars

### Individueel

#### Mannen enkelspel
| Editie | Jaar | Plaats          | Goud                   | Zilver             | Brons                               |
| ------ | ---- | --------------- | ---------------------- | ------------------ | ----------------------------------- |
| 1      | 1958 | Boedapest       | Zoltán Berczik         | Elemér Gyetvai     | Vilim Harangozó Ludvík Vyhnanovský  |
| 2      | 1960 | Zagreb          | Zoltán Berczik (2)     | Radu Negulescu     | Conny Freundorfer László Földy      |
| 3      | 1962 | West-Berlijn    | Hans Alsér             | Erich Arndt        | Eberhard Schöler Björne Mellström   |
| 4      | 1964 | Malmö           | Kjell Johansson        | Zoltán Berczik     | Eberhard Schöler Jaroslav Staněk    |
| 5      | 1966 | Londen          | Kjell Johansson (2)    | Vladimír Miko      | Anatoli Amelin Štefan Kollárovits   |
| 6      | 1968 | Lyon            | Dragutin Šurbek        | János Borzsei      | Hans Alsér Kjell Johansson          |
| 7      | 1970 | Moskou          | Hans Alsér (2)         | Istvan Korpa       | Stellan Bengtsson Kjell Johansson   |
| 8      | 1972 | Rotterdam       | Stellan Bengtsson      | István Jónyer      | Istvan Korpa Anton Stipančić        |
| 9      | 1974 | Novi Sad        | Milan Orlowski         | Gábor Gergely      | Kjell Johansson Dragutin Šurbek     |
| 10     | 1976 | Praag           | Jacques Secrétin       | Anatoli Strokatov  | Milan Orlowski Christian Martin     |
| 11     | 1978 | Duisburg        | Gábor Gergely          | István Jónyer      | Desmond Douglas Tibor Kreisz        |
| 12     | 1980 | Bern            | John Hilton            | Josef Dvořáček     | Stellan Bengtsson Jacques Secrétin  |
| 13     | 1982 | Boedapest       | Mikael Appelgren       | Jan-Ove Waldner    | Gábor Gergely Tibor Klampár         |
| 14     | 1984 | Moskou          | Ulf Bengtsson          | Andrzej Grubba     | Dragutin Šurbek Andrej Mazoenov     |
| 15     | 1986 | Praag           | Jörgen Persson         | Leszek Kucharski   | Ulf Carlsson Andrzej Grubba         |
| 16     | 1988 | Parijs          | Mikael Appelgren (2)   | Andrej Mazoenov    | Jan-Ove Waldner Jörg Roßkopf        |
| 17     | 1990 | Göteborg        | Mikael Appelgren (3)   | Andrzej Grubba     | Jean-Philippe Gatien Jörg Roßkopf   |
| 18     | 1992 | Stuttgart       | Jörg Roßkopf           | Jean-Michel Saive  | Andrzej Grubba Zoran Primorac       |
| 19     | 1994 | Birmingham      | Jean-Michel Saive      | Jan-Ove Waldner    | Patrick Chila Zoran Primorac        |
| 20     | 1996 | Bratislava      | Jan-Ove Waldner        | Jörgen Persson     | Jean-Philippe Gatien Peter Karlsson |
| 21     | 1998 | Eindhoven       | Vladimir Samsonov      | Zoran Primorac     | Trinko Keen Jean-Philippe Gatien    |
| 22     | 2000 | Bremen          | Peter Karlsson         | Zoran Primorac     | Petr Korbel Jan-Ove Waldner         |
| 23     | 2002 | Zagreb          | Timo Boll              | Kalinikos Kreanga  | Zoran Primorac Werner Schlager      |
| 24     | 2003 | Courmayeur      | Vladimir Samsonov (2)  | Torben Wosik       | Timo Boll Jörg Roßkopf              |
| 25     | 2005 | Aarhus          | Vladimir Samsonov (3)  | Jean-Michel Saive  | Zoran Primorac Kalinikos Kreanga    |
| 26     | 2007 | Belgrado        | Timo Boll (2)          | Vladimir Samsonov  | Dimitrij Ovtcharov Michael Maze     |
| 27     | 2008 | Sint-Petersburg | Timo Boll (3)          | Vladimir Samsonov  | Robert Gardos Werner Schlager       |
| 28     | 2009 | Stuttgart       | Michael Maze           | Werner Schlager    | Timo Boll Fjodor Koezmin            |
| 29     | 2010 | Ostrava         | Timo Boll (4)          | Patrick Baum       | Christian Süß Werner Schlager       |
| 30     | 2011 | Gdańsk / Sopot  | Timo Boll (5)          | Patrick Baum       | Bojan Tokič Aleksandar Karakašević  |
| 31     | 2012 | Herning         | Timo Boll (6)          | Tan Ruiwu          | Adrian Crișan Bastian Steger        |
| 32     | 2013 | Schwechat       | Dimitrij Ovtcharov     | Vladimir Samsonov  | Bastian Steger Panagiotis Gionis    |
| 33     | 2015 | Jekaterinenburg | Dimitrij Ovtcharov (2) | Marcos Freitas     | Pär Gerell Tiago Apolónia           |
| 34     | 2016 | Boedapest       | Emmanuel Lebesson      | Simon Gauzy        | Jakub Dyjas Timo Boll               |
| 35     | 2018 | Alicante        | Timo Boll (7)          | Ovidiu Ionescu     | Patrick Franziska Kristian Karlsson |
| 36     | 2020 | Warschau        | Timo Boll (8)          | Dimitrij Ovtcharov | Mattias Falck Marcos Freitas        |
| 37     | 2022 | München         | Dang Qiu               | Darko Jorgić       | Kristian Karlsson Mattias Falck     |
| 38     | 2024 | Linz            | Alexis Lebrun          | Benedikt Duda      | Truls Möregårdh Dimitrij Ovtcharov  |

#### Vrouwen enkelspel
| Editie | Jaar | Plaats          | Goud                     | Zilver                 | Brons                                  |
| ------ | ---- | --------------- | ------------------------ | ---------------------- | -------------------------------------- |
| 1      | 1958 | Boedapest       | Éva Kóczián              | Ann Haydon             | Angelica Rozeanu Lívia Mossóczy        |
| 2      | 1960 | Zagreb          | Éva Kóczián (2)          | Ilona Kerekes          | Sárolta Máthé Diane Rowe               |
| 3      | 1962 | West-Berlijn    | Agnes Simon              | Diane Rowe             | Inge Harst Uschi Matthias              |
| 4      | 1964 | Malmö           | Éva Földy (3)            | Erzsébet Jurik         | Zoja Roednova Svetlana Grinberg        |
| 5      | 1966 | Londen          | Maria Alexandru          | Svetlana Grinberg      | Éva Földy Marta Lužová                 |
| 6      | 1968 | Lyon            | Ilona Voštová            | Zoja Roednova          | Mary Wright Svetlana Grinberg          |
| 7      | 1970 | Moskou          | Zoja Roednova            | Ilona Voštová          | Maria Alexandru Rita Pogosova          |
| 8      | 1972 | Rotterdam       | Zoja Roednova (2)        | Beatrix Kisházi        | Maria Alexandru Ilona Voštová          |
| 9      | 1974 | Novi Sad        | Judit Magos              | Ann-Christin Hellman   | Zoja Roednova Svetlana Fedorova        |
| 10     | 1976 | Praag           | Jill Hammersley          | Maria Alexandru        | Wiebke Hendriksen Ann-Christin Hellman |
| 11     | 1978 | Duisburg        | Judit Magos (2)          | Jill Hammersley        | Ann-Christin Hellman Gabriella Szabó   |
| 12     | 1980 | Bern            | Valentina Popova         | Gordana Perkučin       | Ilona Uhlíková Bettine Vriesekoop      |
| 13     | 1982 | Boedapest       | Bettine Vriesekoop       | Jill Hammersley        | Ursula Kamizuru Valentina Popova       |
| 14     | 1984 | Moskou          | Valentina Popova (2)     | Fliura Bulatova        | Marie Hrachová Gabriella Szabó         |
| 15     | 1986 | Praag           | Csilla Bátorfi           | Fliura Bulatova        | Lisa Bellinger Otilia Bădescu          |
| 16     | 1988 | Parijs          | Fliura Bulatova          | Otilia Bădescu         | Renata Kasalová Valentina Popova       |
| 17     | 1990 | Göteborg        | Daniela Gergeltsjewa     | Tu Dai Yong            | Gabriella Wirth Otilia Bădescu         |
| 18     | 1992 | Stuttgart       | Bettine Vriesekoop (2)   | Lisa Lomas             | Marie Hrachová Mirjam Hooman           |
| 19     | 1994 | Birmingham      | Marie Svensson           | Gerdie Keen            | Jie Schöpp Nicole Struse               |
| 20     | 1996 | Bratislava      | Nicole Struse            | Krisztina Tóth         | Jie Schöpp Elke Schall                 |
| 21     | 1998 | Eindhoven       | Ni Xia Lian              | Tamara Boroš           | Krisztina Tóth Nicole Struse           |
| 22     | 2000 | Bremen          | Qianhong Gotsch          | Mihaela Șteff          | Jie Schöpp Tamara Boroš                |
| 23     | 2002 | Zagreb          | Ni Xia Lian (2)          | Krisztina Tóth         | Tamara Boroš Csilla Bátorfi            |
| 24     | 2003 | Courmayeur      | Otilia Bădescu           | Wenling Tan Monfardini | Silvija Erdelji Nikoleta Stefanova     |
| 25     | 2005 | Aarhus          | Liu Jia                  | Mihaela Șteff          | Tamara Boroš Li Jiao                   |
| 26     | 2007 | Belgrado        | Li Jiao                  | Ni Xia Lian            | Viktoryja Pawlovitsj Irina Kotichina   |
| 27     | 2008 | Sint-Petersburg | Rūta Paskauskiene        | Liu Jia                | Wenling Tan Monfardini Krisztina Tóth  |
| 28     | 2009 | Stuttgart       | Wu Jiaduo                | Margaryta Pesotska     | Viktoryja Pawlovitsj Rūta Paskauskiene |
| 29     | 2010 | Ostrava         | Viktoryja Pawlovitsj     | Liu Jia                | Melek Hu Rūta Paskauskiene             |
| 30     | 2011 | Gdańsk / Sopot  | Li Jiao (2)              | Irene Ivancan          | Margaryta Pesotska Li Qian             |
| 31     | 2012 | Herning         | Viktoryja Pawlovitsj (2) | Xian Yi Fang           | Liu Jia Li Xue                         |
| 32     | 2013 | Schwechat       | Li Fen                   | Shan Xiaona            | Yu Fu Han Ying                         |
| 33     | 2015 | Jekaterinenburg | Elizabeta Samara         | Li Jie                 | Yu Fu Polina Michajlova                |
| 34     | 2016 | Boedapest       | Melek Hu                 | Yu Fu                  | Li Jie Elizabeta Samara                |
| 35     | 2018 | Alicante        | Li Qian                  | Margaryta Pesotska     | Sofia Polcanova K. Grzybowska-Franc    |
| 36     | 2020 | Warschau        | Petrissa Solja           | Shan Xiaona            | Margaryta Pesotska Elizabeta Samara    |
| 37     | 2022 | München         | Sofia Polcanova          | Nina Mittelham         | Sabine Winter Shan Xiaona              |
| 38     | 2024 | Linz            | Sofia Polcanova (2)      | Bernadette Szőcs       | Nina Mittelham María Xiao              |

#### Mannen dubbelspel
| Editie | Jaar | Plaats          | Goud                               | Zilver                                  | Brons                                                                  |
| ------ | ---- | --------------- | ---------------------------------- | --------------------------------------- | ---------------------------------------------------------------------- |
| 1      | 1958 | Boedapest       | Ladislav Štípek Ludvík Vyhnanovský | Toma Reiter Otto Bottner                | Helmut Hanschmann Heinz Haupt Matei Gantner Tiberiu Harastozi          |
| 2      | 1960 | Zagreb          | Zoltán Berczik Ferenc Sidó         | Alguimantas Saunoris Rimas Pashkevichus | Tony Larsson Josip Vogrinc Walter Dugardin Georges Roland              |
| 3      | 1962 | West-Berlijn    | Vojislav Marković Janez Teran      | Edvard Vecko Istvan Korpa               | Karl Wegrath Hans Jell Eberhard Schöler Dieter Forster                 |
| 4      | 1964 | Malmö           | Vladimír Miko Jaroslav Staněk      | Hans Alsér Kjell Johansson              | Zoltán Berczik Péter Rózsás János Faházi László Pigniczki              |
| 5      | 1966 | Londen          | Hans Alsér Kjell Johansson         | Vladimír Miko Jaroslav Staněk           | Anatoli Amelin Stanislav Gomozkov Istvan Korpa Edvard Vecko            |
| 6      | 1968 | Lyon            | Anton Stipančić Edvard Vecko       | Hans Alsér Kjell Johansson              | Anatoli Amelin Stanislav Gomozkov János Borzsei István Jónyer          |
| 7      | 1970 | Moskou          | Dragutin Šurbek Anton Stipančić    | Hans Alsér Kjell Johansson              | Anatoli Amelin Stanislav Gomozkov Tibor Klampár István Jónyer          |
| 8      | 1972 | Rotterdam       | István Jónyer Péter Rózsás         | Stellan Bengtsson Kjell Johansson       | Eberhard Schöler János Borzsei Milan Orlowski Jiří Turai               |
| 9      | 1974 | Novi Sad        | István Jónyer Tibor Klampár        | Stellan Bengtsson Kjell Johansson       | Sarkis Sartsjajan Stanislav Gomozkov Dragutin Šurbek Anton Stipančić   |
| 10     | 1976 | Praag           | Stellan Bengtsson Kjell Johansson  | Milan Orlowski Jaroslav Kunz            | Ingemar Wikström Bela Frank Dragutin Šurbek Anton Stipančić            |
| 11     | 1978 | Duisburg        | Gábor Gergely Milan Orlowski       | Jochen Leiß Peter Stellwag              | Milivoj Karakašević Zoran Kosanović Dragutin Šurbek Anton Stipančić    |
| 12     | 1980 | Bern            | Jacques Secrétin Patrick Birocheau | Dragutin Šurbek Anton Stipančić         | Gábor Gergely Milan Orlowski Tibor Klampár István Jónyer               |
| 13     | 1982 | Boedapest       | Zoran Kalinić Dragutin Šurbek      | István Jónyer Gábor Gergely             | Ulf Bengtsson Erik Lindh Jacques Secrétin Patrick Birocheau            |
| 14     | 1984 | Moskou          | Zoran Kalinić Dragutin Šurbek (2)  | Erik Lindh Jan-Ove Waldner              | Ulf Bengtsson Ulf Carlsson Jacques Secrétin Patrick Birocheau          |
| 15     | 1986 | Praag           | Erik Lindh Jan-Ove Waldner         | Mikael Appelgren Ulf Carlsson           | Dragutin Šurbek Zoran Kalinić Ilija Lupulesku Zoran Primorac           |
| 16     | 1988 | Parijs          | Mikael Appelgren Jan-Ove Waldner   | Ilija Lupulesku Zoran Primorac          | Andrzej Grubba Leszek Kucharski Jörgen Persson Erik Lindh              |
| 17     | 1990 | Göteborg        | Ilija Lupulesku Zoran Primorac     | Steffen Fetzner Jörg Roßkopf            | Peter Karlsson Thomas von Scheele Andrej Mazoenov Dmitri Mazoenov      |
| 18     | 1992 | Stuttgart       | Jörgen Persson Erik Lindh          | Jan-Ove Waldner Mikael Appelgren        | Peter Karlsson Thomas von Scheele Ilija Lupulesku Slobodan Grujić      |
| 19     | 1994 | Birmingham      | Kalinikos Kreanga Zoran Kalinić    | Jean-Michel Saive Zoran Primorac        | Jörg Roßkopf Steffen Fetzner Christian Dreher Vladimir Samsonov        |
| 20     | 1996 | Bratislava      | Jan-Ove Waldner Jörgen Persson     | Andrzej Grubba Lucjan Błaszczyk         | Kalinikos Kreanga Zoran Kalinić Jörg Roßkopf Steffen Fetzner           |
| 21     | 1998 | Eindhoven       | Vladimir Samsonov Jörg Roßkopf     | Kalinikos Kreanga Ilija Lupulesku       | Jörgen Persson Jan-Ove Waldner Werner Schlager Karl Jindrak            |
| 22     | 2000 | Bremen          | Patrick Chila Jean-Philippe Gatien | Kalinikos Kreanga Ilija Lupulesku       | Lars Hielscher Thomas Keinath Werner Schlager Karl Jindrak             |
| 23     | 2002 | Zagreb          | Timo Boll Zoltan Fejer-Konnerth    | Lucjan Błaszczyk Tomasz Krzeszewski     | Patrick Chila Damien Éloi Trinko Keen Danny Heister                    |
| 24     | 2003 | Courmayeur      | Chen Weixing Jevgeni Stjetenin     | Dmitri Mazoenov Aleksej Smirnov         | Werner Schlager Karl Jindrak Slobodan Grujić Aleksandar Karakašević    |
| 25     | 2005 | Aarhus          | Werner Schlager Karl Jindrak       | Vladimir Samsonov Kalinikos Kreanga     | Aleksej Smirnov Dmitri Mazoenov Timo Boll Christian Süß                |
| 26     | 2007 | Belgrado        | Timo Boll Christian Süß            | Lucjan Błaszczyk Tan Ruiwu              | Aleksej Smirnov Dmitri Mazoenov Werner Schlager Patrick Chila          |
| 27     | 2008 | Sint-Petersburg | Timo Boll Christian Süß (2)        | Werner Schlager Trinko Keen             | Marcos Freitas Tiago Apolónia Robert Svensson Jon Persson              |
| 28     | 2009 | Stuttgart       | Timo Boll Christian Süß (3)        | Wang Zengyi Lucjan Błaszczyk            | Damien Éloi Emmanuel Lebesson Bojan Tokič Aleksandar Karakašević       |
| 29     | 2010 | Ostrava         | Timo Boll Christian Süß (4)        | Kasper Sternberg Jonathan Groth         | Jens Lundqvist Pär Gerell Kou Lei Jevhen Prysjtsjepa                   |
| 30     | 2011 | Gdańsk / Sopot  | Marcos Freitas Andrej Gaćina       | Aleksandr Sjibajev Kirill Skatsjkov     | Aleksej Liventsov Michail Pajkov Bojan Tokič Aleksandar Karakašević    |
| 31     | 2012 | Herning         | Robert Gardos Daniel Habesohn      | Kristian Karlsson Mattias Karlsson      | Aleksej Liventsov Michail Pajkov Dimitrij Ovtcharov Vladimir Samsonov  |
| 32     | 2013 | Schwechat       | Tan Ruiwu Wang Zengyi              | Robert Gardos Daniel Habesohn           | He Zhiwen Carlos Machado João Monteiro Tiago Apolónia                  |
| 33     | 2015 | Jekaterinenburg | Stefan Fegerl João Monteiro        | Robert Gardos Daniel Habesohn           | Kristian Karlsson Mattias Karlsson Aleksandr Sjibajev Kirill Skatsjkov |
| 34     | 2016 | Boedapest       | Patrick Franziska Jonathan Groth   | Jakub Dyjas Daniel Górak                | Kristian Karlsson Mattias Karlsson Tiago Apolónia João Geraldo         |
| 35     | 2018 | Alicante        | Robert Gardos Daniel Habesohn (2)  | Mattias Falck Kristian Karlsson         | Ruwen Filus Ricardo Walther Patrick Franziska Jonathan Groth           |
| 36     | 2020 | Warschau        | Lev Katsman Maksim Grebnev         | Jakub Dyjas Cédric Nuytinck             | Ádám Szudi Nándor Ecseki Tiago Apolónia João Monteiro                  |
| 37     | 2022 | München         | Kristian Karlsson Mattias Falck    | Daniel Habesohn Robert Gardos           | Alexis Lebrun Félix Lebrun Anton Källberg Jon Persson                  |
| 38     | 2024 | Linz            | Alexis Lebrun Félix Lebrun         | Anton Källberg Truls Möregårdh          | Maciek Kolodziejczyk Vladislav Ursu Mattias Falck Kristian Karlsson    |

#### Vrouwen dubbelspel
| Editie | Jaar | Plaats          | Goud                                        | Zilver                                    | Brons                                                                  |
| ------ | ---- | --------------- | ------------------------------------------- | ----------------------------------------- | ---------------------------------------------------------------------- |
| 1      | 1958 | Boedapest       | Angelica Rozeanu Ella Constantinescu-Zeller | Éva Kóczián Lívia Mossóczy                | Ann Haydon D. Collins Gizella Farkas-Lantos Ilona Kerekes              |
| 2      | 1960 | Zagreb          | Maria Alexandru Angelica Rozeanu            | Éva Kóczián Sárolta Máthé                 | Gizella Farkas-Lantos Ilona Kerekes D. Collins Kathleen Thompson       |
| 3      | 1962 | West-Berlijn    | Diane Rowe Mary Shannon                     | Ágnes Simon Inge Harst                    | Britt Andersson Birgitta Tegner Oda Mielenhausen Ilse Lantermann       |
| 4      | 1964 | Malmö           | Diane Rowe Mary Shannon (2)                 | Maria Alexandru Ella Constantinescu       | Sárolta Lukács Angela Papp Svetlana Grinberg Dzidra Lukina             |
| 5      | 1966 | Londen          | Éva Kóczián Erzsébet Jurik                  | Marta Lužová Irena Mikócziová             | Mary Wright Diane Rowe-Schöler Ágnes Simon Edit Buchholz               |
| 6      | 1968 | Lyon            | Jitka Karlíková Marta Lužová                | Svetlana Grinberg Zoja Roednova           | Mary Wright Karenza Smith Maria Alexandru Eleonora Vlaicov             |
| 7      | 1970 | Moskou          | Svetlana Grinberg Zoja Roednova             | Diane Rowe-Schöler Ágnes Simon            | Danuta Calinska Czesława Noworyta Maria Alexandru Carmen Crișan        |
| 8      | 1972 | Rotterdam       | Henriette Lotaller Judit Magos              | Beatrix Kisházi Jill Hammersley           | Zoja Roednova Svetlana Grinberg Maria Alexandru Magdalena Leszay       |
| 9      | 1974 | Novi Sad        | Henriette Lotaller Judit Magos (2)          | Maria Alexandru Alice Grófová             | Zoja Roednova Asta Gedraitite Eleonora Vlaicov Carmen Crișan           |
| 10     | 1976 | Praag           | Jill Hammersley Linda Howard                | Alice Grófová Jana Dubinova               | Monika Kneip Agnes Simon Claude Bergeret Brigitte Thiriet              |
| 11     | 1978 | Duisburg        | Maria Alexandru Liana Mihuț                 | Judit Magos Gabriela Szabó                | Narine Antonjan Valentina Popova Ilona Uhlíková Blanka Šilhánová       |
| 12     | 1980 | Bern            | Narine Antonjan Valentina Popova            | Maria Alexandru Liana Macean-Mihuț        | Jolanta Szatko Malgorzata Urbanska Jill Hammersley Linda Jarvis        |
| 13     | 1982 | Boedapest       | Fliura Bulatova Inna Kovalenko              | Bettine Vriesekoop Sandra de Kruiff       | Jill Hammersley Linda Jarvis Gabriella Szabó Judit Magos               |
| 14     | 1984 | Moskou          | Narine Antonjan Valentina Popova (2)        | Branka Batinić Gordana Perkučin           | Gabriella Szabó Edit Urbán Bettine Vriesekoop Marie Hrachová           |
| 15     | 1986 | Praag           | Fliura Bulatova Jelena Kovtun               | Marie Hrachová Bettine Vriesekoop         | Maria Alboiu Otilia Bădescu Barbro Wiktorsson Marie Svensson           |
| 16     | 1988 | Parijs          | Csilla Bátorfi Edit Urbán                   | Fliura Bulatova Jelena Kovtun             | Maria Alboiu Otilia Bădescu Marie Hrachová Renata Kasalová             |
| 17     | 1990 | Göteborg        | Csilla Bátorfi Gabriella Wirth              | Jelena Timina Irina Palina                | Galina Melnik Valentina Popova Emmanuelle Coubat Wang Xiaoming         |
| 18     | 1992 | Stuttgart       | Jasna Fazlić Gordana Perkučin               | Csilla Bátorfi Gabriella Wirth            | Mirjam Hooman Bettine Vriesekoop Irina Palina Jelena Timina            |
| 19     | 1994 | Birmingham      | Csilla Bátorfi Krisztina Tóth               | Jelena Timina Irina Palina                | Anne Boileau Sylvie Plaisant Rūta Garkauskaitė Jolanta Prūsienė        |
| 20     | 1996 | Bratislava      | Elke Schall Nicole Struse                   | Bettine Vriesekoop Emily Noor             | Otilia Bădescu Emilia Ciosu Rūta Garkauskaitė Jolanta Prūsienė         |
| 21     | 1998 | Eindhoven       | Elke Schall Nicole Struse (2)               | Marie Svensson Otilia Bădescu             | Tamara Boroš Mihaela Șteff Pernilla Pettersson Åsa Svensson            |
| 22     | 2000 | Bremen          | Csilla Bátorfi Krisztina Tóth (2)           | Ni Xia Lian Peggy Regenwetter             | Åsa Svensson Marie Svensson Elke Schall Nicole Struse                  |
| 23     | 2002 | Zagreb          | Tamara Boroš Mihaela Şteff                  | Viktoryja Pawlovitsj Tatjana Kostromina   | Svetlana Ganina Irina Palina Rūta Garkauskaitė Jolanta Prūsienė        |
| 24     | 2003 | Courmayeur      | Tamara Boroš Mihaela Şteff (2)              | Csilla Bátorfi Krisztina Tóth             | Svetlana Ganina Irina Palina Silvija Erdelji Anamaria Erdelji          |
| 25     | 2005 | Aarhus          | Tamara Boroš Mihaela Şteff (3)              | Csilla Bátorfi Krisztina Tóth             | Nikoleta Stefanova Wenling Tan Monfardini Svetlana Ganina Irina Palina |
| 26     | 2007 | Belgrado        | Viktoryja Pawlovitsj Svetlana Ganina        | Georgina Póta Krisztina Tóth              | Nikoleta Stefanova Wenling Tan Monfardini Elke Schall Wu Jiaduo        |
| 27     | 2008 | Sint-Petersburg | Georgina Póta Krisztina Tóth                | Wenling Tan Monfardini Nikoleta Stefanova | Veranika Pawlovitsj Oksana Fadejeva Xu Jie Natalia Partyka             |
| 28     | 2009 | Stuttgart       | Daniela Dodean Elizabeta Samara             | Wenling Tan Monfardini Nikoleta Stefanova | Rūta Garkauskaitė Oksana Fadejeva Zhenqi Barthel Kristin Silbereisen   |
| 29     | 2010 | Ostrava         | Rūta Garkauskaitė Oksana Fadejeva           | Li Jie Jelena Timina                      | Georgina Póta Krisztina Tóth Daniela Dodean Elizabeta Samara           |
| 30     | 2011 | Gdańsk / Sopot  | Rūta Garkauskaitė Oksana Fadejeva (2)       | Daniela Dodean Elizabeta Samara           | Georgina Póta Krisztina Tóth Li Jie Jelena Timina                      |
| 31     | 2012 | Herning         | Daniela Dodean Elizabeta Samara (2)         | Georgina Póta Krisztina Tóth              | Wu Jiaduo Kristin Silbereisen Dóra Madarász Britt Eerland              |
| 32     | 2013 | Schwechat       | Petrissa Solja Sabine Winter                | Zhenqi Barthel Shan Xiaona                | Sara Ramírez Shen Yanfei Galia Dvorak Matilda Ekholm                   |
| 33     | 2015 | Jekaterinenburg | Melek Hu Shen Yanfei                        | Georgina Póta Elizabeta Samara            | Li Qian Li Jie Han Ying Irene Ivancan                                  |
| 34     | 2016 | Boedapest       | Kristin Silbereisen Sabine Winter           | Petrissa Solja Shan Xiaona                | Dóra Madarász Szandra Pergel Daniela Monteiro-Dodean Elizabeta Samara  |
| 35     | 2018 | Alicante        | Nina Mittelham Kristin Lang                 | Sofia Polcanova Jana Noskova              | Ni Xia Lian Sarah de Nutte Matilda Ekholm Georgina Póta                |
| 36     | 2020 | Warschau        | Petrissa Solja Shan Xiaona                  | Nina Mittelham Sabine Winter              | Stéphanie Loeuillette Jia Nan Yuan Hanna Haponova Tetjana Bilenko      |
| 37     | 2022 | München         | Bernadette Szőcs Sofia Polcanova            | Andreea Dragoman Elizabeta Samara         | Adina Diaconu María Xiao Ni Xia Lian Sarah de Nutte                    |
| 38     | 2024 | Linz            | Barbora Balážová Hana Matelová              | Sofia Polcanova Bernadette Szőcs          | Natalia Bajor Tatiana Kukuľková Izabela Lupulesku Sabina Šurjan        |

#### Gemengd dubbelspel
| Editie | Jaar | Plaats       | Goud                                         | Zilver                                   | Brons                                                                           |
| ------ | ---- | ------------ | -------------------------------------------- | ---------------------------------------- | ------------------------------------------------------------------------------- |
| 1      | 1958 | Boedapest    | Zoltán Berczik Gizella Farkas-Lantos         | Ferenc Sidó Éva Kóczián                  |                                                                                 |
| 2      | 1960 | Zagreb       | Gheorghe Cobirzan Maria Alexandru            | Radu Negulescu Angelica Rozeanu          | T. Covaci Georgita Pitica Zoltan Bubonyi Sárolta Máthé                          |
| 3      | 1962 | West-Berlijn | Hans Alsér Inge Harst                        | Eberhard Schöler Ágnes Simon             | Robert Stevens Diane Rowe Vojislav Marković Monique Alber                       |
| 4      | 1964 | Malmö        | Péter Rózsás Sárolta Lukács                  | Vladimír Miko Marta Lužová               | János Faházi Erzsébet Jurik Lothar Pleuse Doris Kalweit                         |
| 5      | 1966 | Londen       | Vladimír Miko Marta Lužová                   | Chester Barnes Mary Wright               | Dorin Giurgiuca Maria Alexandru Péter Rózsás Sárolta Lukács                     |
| 6      | 1968 | Lyon         | Stanislav Gomozkov Zoja Roednova             | Dorin Giurgiuca Maria Alexandru          | Anatoli Amelin Svetlana Grinberg Denis Neale Mary Wright                        |
| 7      | 1970 | Moskou       | Stanislav Gomozkov Zoja Roednova (2)         | Sarkis Sartsjajan Rita Pogosova          | Anatoli Amelin Svetlana Grinberg Denis Neale Mary Wright                        |
| 8      | 1972 | Rotterdam    | Stanislav Gomozkov Zoja Roednova (3)         | Stellan Bengtsson Lena Andersson         | Milan Orlowski Ilona Voštová István Jónyer Judit Magos                          |
| 9      | 1974 | Novi Sad     | Stanislav Gomozkov Zoja Roednova (4)         | Milan Orlowski Alice Grófová             | Jacques Secrétin Claude Bergeret Anton Stipančić Maria Alexandru                |
| 10     | 1976 | Praag        | Anton Stipančić Erzsébet Palatinus           | Milan Orlowski Ilona Uhlíková            | Jacques Secrétin Claude Bergeret Stanislav Gomozkov Zoja Roednova               |
| 11     | 1978 | Duisburg     | Wilfried Lieck Wiebke Hendriksen             | Tibor Klampár Gabriela Szabó             | Sarkis Sartsjajan Anita Zakharian Anatoli Strokatov Valentina Popova            |
| 12     | 1980 | Bern         | Milan Orlowski Ilona Uhlíková                | Desmond Douglas Linda Jarvis             | Anton Stipančić Erzsébet Palatinus István Jónyer Gabriela Szabó                 |
| 13     | 1982 | Boedapest    | Andrzej Grubba Bettine Vriesekoop            | Dragutin Šurbek Branka Batinić           | Igor Podnosov Valentina Popova Josef Dvořáček Blanka Šilhánová                  |
| 14     | 1984 | Moskou       | Jacques Secrétin Valentina Popova            | Jindřich Panský Marie Hrachová           | Andrzej Grubba Bettine Vriesekoop Dragutin Šurbek Branka Batinić                |
| 15     | 1986 | Praag        | Jindřich Panský Marie Hrachová               | Ilija Lupulesku Gordana Perkučin         | Dragutin Šurbek Branka Batinić Milan Orlowski Alena Šafářová                    |
| 16     | 1988 | Parijs       | Ilija Lupulesku Jasna Fazlić                 | Andrzej Grubba Bettine Vriesekoop        | Ulf Carlsson Edit Urbán Călin Creangă Otilia Bădescu                            |
| 17     | 1990 | Göteborg     | Jean-Philippe Gatien Wang Xiaoming           | Jean-Michel Saive Gabriella Wirth        | Steffen Fetzner Olga Nemes Ding Yi Daniela Gergeltschewa                        |
| 18     | 1992 | Stuttgart    | Kalinikos Kreanga Otilia Bădescu             | Jean-Philippe Gatien Wang Xiaoming       | Zoran Primorac Csilla Bátorfi Thomas von Scheele Marie Svensson                 |
| 19     | 1994 | Birmingham   | Zoran Primorac Csilla Bátorfi                | Kalinikos Kreanga Otilia Bădescu         | Jaromír Truksa Valentina Popová Lucjan Błaszczyk Els Billen                     |
| 20     | 1996 | Bratislava   | Vladimir Samsonov Krisztina Tóth             | Kalinikos Kreanga Otilia Bădescu         | Maksim Sjmyrjov Galina Melnik Lucjan Błaszczyk Emilia Ciosu                     |
| 21     | 1998 | Eindhoven    | Ilija Lupulesku Otilia Bădescu               | Erik Lindh Marie Svensson                | Yang Min Alessia Arisi Jevgeni Stjetenin Tatjana Kostromina                     |
| 22     | 2000 | Bremen       | Aleksandar Karakašević Rūta Garkauskaitė     | Ilija Lupulesku Marie Svensson           | Roko Tošić Sandra Paović Ntaniel Tsiokas Jie Schöpp                             |
| 23     | 2002 | Zagreb       | Lucjan Błaszczyk Ni Xia Lian                 | Aleksandar Karakašević Rūta Garkauskaitė | Chen Weixing Viktoryja Pawlovitsj Werner Schlager Liu Jia                       |
| 24     | 2003 | Courmayeur   | Werner Schlager Krisztina Tóth               | Chen Weixing Viktoryja Pawlovitsj        | Lucjan Błaszczyk Otilia Bădescu Damien Éloi Anne-Claire Mie                     |
| 25     | 2005 | Aarhus       | Aleksandar Karakašević Rūta Garkauskaitė (2) | Chen Weixing Viktoryja Pawlovitsj        | Aleksej Smirnov Krisztina Tóth Werner Schlager Liu Jia                          |
| 26     | 2007 | Belgrado     | Aleksandar Karakašević Rūta Garkauskaitė (3) | Fjodor Koezmin Oksana Fadejeva           | Aleksej Smirnov Krisztina Tóth Ferenc Pázsy Georgina Póta                       |
| 27     | 2009 | Subotica     | Aleksandar Karakašević Rūta Garkauskaitė (4) | Jevgeni Stjetenin Viktoryja Pawlovitsj   | Bora Vang He Sirin Andrei Filimon Elizabeta Samara                              |
| 28     | 2010 | Subotica     | Bora Vang He Sirin                           | Marko Jevtović Melek Hu                  | Aleksandar Karakašević Rūta Garkauskaitė Jevgeni Stjetenin Viktoryja Pawlovitsj |
| 29     | 2011 | Istanboel    | Andrei Filimon Elizabeta Samara              | Aleksandar Karakašević Rūta Garkauskaitė | Pavel Platonov Aljaksandra Pryvalava Adrian Crișan Melek Hu                     |
| 30     | 2012 | Buzău        | Andrei Filimon Elizabeta Samara (2)          | Bora Vang Melek Hu                       | Pavel Platonov Aljaksandra Pryvalava Ovidiu Ionescu Bernadette Szőcs            |
| 31     | 2013 | Buzău        | Antonín Gavlas Renáta Štrbíková              | Ľubomír Pištej Barbora Balážová          | Michal Obešlo Hana Matelová Andrei Filimon Elizabeta Samara                     |
| 32     | 2016 | Boedapest    | João Monteiro Daniela Monteiro-Dodean        | Mattias Karlson Matilda Ekholm           | Aleksandar Karakašević Rūta Garkauskaitė Ovidiu Ionescu Bernadette Szőcs        |
| 33     | 2018 | Alicante     | Ruwen Filus Han Ying                         | Stefan Fegerl Sofia Polcanova            | Patrick Franziska Petrissa Solja Aleksandar Karakašević Rūta Garkauskaitė       |
| 34     | 2020 | Warschau     | Dang Qiu Nina Mittelham                      | Ľubomír Pištej Barbora Balážová          | Simon Gauzy Prithika Pavade Emmanuel Lebesson Jia Nan Yuan                      |
| 35     | 2022 | München      | Emmanuel Lebesson Jia Nan Yuan               | Ovidiu Ionescu Bernadette Szőcs          | Robert Gardos Sofia Polcanova Ľubomír Pištej Barbora Balážová                   |
| 36     | 2024 | Linz         | Álvaro Robles María Xiao                     | Robert Gardos Sofia Polcanova            | Simon Gauzy Prithika Pavade Patrick Franziska Annett Kaufmann                   |

### Landenteams

#### Mannen
| Editie | Jaar | Plaats          | Goud | Zilver | Brons |
| ------ | ---- | --------------- | --- | --- | --- |
| 1      | 1958 | Boedapest       | Hongarije Elemér Gyetvai Ferenc Sidó László Földy Zoltán Berczik Zoltán Bubonyi                                | Tsjecho-Slowakije Ladislav Štípek Ludvík Vyhnanovský Václav Tereba Viliam Polakovič                          | |
| 2      | 1960 | Zagreb          | Hongarije (2) Ferenc Sidó László Földy Tamas Halpert Zoltán Berczik Zoltán Bubonyi                             | Zweden Björne Mellström Hans Alsér I. Bengtsson Toni Borg Tony Larsson                                       | Engeland Bryan Merrett Derek Burridge Ian Harrison |
| 3      | 1962 | West-Berlijn    | Joegoslavië Edvard Vecko Istvan Korpa Janez Teran Vojislav Marković Zeljko Hrbud                               | Zweden Björne Mellström Hans Alsér Kent Johansson Tony Larsson                                               | Bondsrepubliek Duitsland Dieter Forster Dieter Michalek Eberhard Schöler Erich Arndt Engeland Alan Rhodes Ian Harrison Jeffrey Ingber Robert Stevens                                 |
| 4      | 1964 | Malmö           | Zweden Carl-Johan Bernhardt Christer Johansson Hans Alsér Kjell Johansson L. Oden                              | Joegoslavië Edvard Vecko Istvan Korpa Vojislav Marković Zeljko Hrbud                                         | Tsjecho-Slowakije Jaroslav Kunz Jaroslav Staněk Štefan Kollárovits Vladimír Miko |
| 5      | 1966 | Londen          | Zweden (2) Carl-Johan Bernhardt Christer Johansson Hans Alsér Jörgen Rosberg Kjell Johansson                   | Sovjet-Unie Anatoli Amelin G. Averin G. Strelnikov Sarkis Sartsjajan Stanislav Gomozkov                      | Joegoslavië Anton Stipančić Dragutin Šurbek Edvard Vecko Istvan Korpa Vojislav Marković                                                                                              |
| 6      | 1968 | Lyon            | Zweden (3) Bo Persson Carl-Johan Bernhardt Hans Alsér Kjell Johansson Rolf Andersson                           | Sovjet-Unie Anatoli Amelin Gegham Vardanyan Sarkis Sartsjajan Stanislav Gomozkov Uldis Eglitis               | Joegoslavië Anton Stipančić Dragutin Šurbek Edvard Vecko Istvan Korpa |
| 7      | 1970 | Moskou          | Zweden (4) Bo Persson Carl-Johan Bernhardt Hans Alsér Kjell Johansson Stellan Bengtsson                        | Joegoslavië Anton Stipančić Dragutin Šurbek Edvard Vecko Istvan Korpa Milivoj Karakašević                    | Sovjet-Unie Anatoli Amelin Gegham Vardanyan Sarkis Sartsjajan Stanislav Gomozkov Uldis Eglitis                                                                                       |
| 8      | 1972 | Rotterdam       | Zweden (5) Anders Johansson Bo Persson Carl-Johan Bernhardt Kjell Johansson Stellan Bengtsson                  | Joegoslavië Anton Stipančić Dragutin Šurbek Edvard Vecko Istvan Korpa Milivoj Karakašević                    | Tsjecho-Slowakije Jaroslav Kunz Jiří Turai Milan Orlowski |
| 9      | 1974 | Novi Sad        | Zweden (6) Anders Johansson Bo Persson Ingemar Wikström Kjell Johansson Stellan Bengtsson                      | Hongarije Gábor Gergely István Jónyer Tibor Klampár                                                          | Joegoslavië Anton Stipančić Dragutin Šurbek Milivoj Karakašević |
| 10     | 1976 | Praag           | Joegoslavië (2) Anton Stipančić Damir Jurcic Dragutin Šurbek Milivoj Karakašević Zoran Kalinić Zoran Kosanović | Zweden Ingemar Wikström Kjell Johansson Roger Lagerfeldt Stellan Bengtsson Ulf Thorsell                      | Sovjet-Unie Anatoli Strokatov Bagrat Burnasjan Sarkis Sartsjajan Stanislav Gomozkov                                                                                                  |
| 11     | 1978 | Duisburg        | Hongarije (3) Gábor Gergely István Jónyer Tibor Klampár Tibor Kreisz                                           | Engeland Desmond Douglas Nicky Jarvis Paul Day                                                               | Sovjet-Unie Anatoli Strokatov Sarkis Sartsjajan V. Shevchenko |
| 12     | 1980 | Bern            | Zweden (7) Erik Lindh Mikael Appelgren Stellan Bengtsson Ulf Carlsson Ulf Thorsell                             | Bondsrepubliek Duitsland Engelbert Hüging Heiner Lammers Jochen Leiß Peter Stellwag Wilfried Lieck           | Engeland Desmond Douglas John Hilton Paul Day |
| 13     | 1982 | Boedapest       | Hongarije (4) Gábor Gergely István Jónyer János Molnár Tibor Klampár Zsolt Kriston                             | Tsjecho-Slowakije Jindřich Panský Josef Dvořáček Milan Orlowski Miroslav Broda Vladislav Broda               | Joegoslavië Bence Mészáros Damir Jurcic Dragutin Šurbek Milivoj Karakašević Zoran Kalinić                                                                                            |
| 14     | 1984 | Moskou          | Frankrijk François Farout Jacques Secrétin Patrick Birocheau Patrick Renversé Pierre Campagnolle               | Polen Andrzej Grubba Leszek Kucharski Stefan Dryszel                                                         | Zweden Erik Lindh Jan-Ove Waldner Jörgen Persson Ulf Bengtsson Ulf Carlsson |
| 15     | 1986 | Praag           | Zweden (8) Erik Lindh Jan-Ove Waldner Jörgen Persson Mikael Appelgren Ulf Carlsson                             | Frankrijk Bruno Parietti Jacques Secrétin Jean-Philippe Gatien Patrick Birocheau Patrick Renversé            | Polen Andrzej Grubba Andrzej Jakubowicz Leszek Kucharski Norbert Mnich Stefan Dryszel                                                                                                |
| 16     | 1988 | Parijs          | Zweden (9) Erik Lindh Jan-Ove Waldner Jörgen Persson Mikael Appelgren Ulf Carlsson                             | Engeland Alan Cooke Carl Prean Desmond Douglas Nicolas Mason Skylet Andrew                                   | Sovjet-Unie Andrej Mazoenov Boris Rozenberg Dmitri Mazoenov Vladimir Dvorak |
| 17     | 1990 | Göteborg        | Zweden (10) Erik Lindh Jan-Ove Waldner Jörgen Persson Mikael Appelgren Ulf Carlsson                            | Bondsrepubliek Duitsland Zsolt-Georg Böhm Jörg Roßkopf Jürgen Rebel Peter Franz Steffen Fetzner Torben Wosik | Engeland Alan Cooke Carl Prean Desmond Douglas Skylet Andrew |
| 18     | 1992 | Stuttgart       | Zweden (11) Erik Lindh Jan-Ove Waldner Jörgen Persson Mikael Appelgren Peter Karlsson                          | Engeland Alan Cooke Carl Prean Chen Xinhua Matthew Syed                                                      | Duitsland Zsolt-Georg Böhm Jörg Roßkopf Peter Franz Steffen Fetzner Torben Wosik |
| 19     | 1994 | Birmingham      | Frankrijk (2) Christophe Legoût Damien Éloi Jean-Philippe Gatien Nicolas Chatelain Patrick Chila               | Zweden Erik Lindh Fredrik Håkansson Jan-Ove Waldner Peter Karlsson Thomas von Scheele                        | Duitsland Christian Dreher Jörg Roßkopf Peter Franz Richard Prause Steffen Fetzner                                                                                                   |
| 20     | 1996 | Bratislava      | Zweden (12) Erik Lindh Jan-Ove Waldner Jörgen Persson Peter Karlsson Thomas von Scheele                        | Frankrijk Christophe Legoût Damien Éloi Jean-Philippe Gatien Nicolas Chatelain Patrick Chila                 | Polen Andrzej Grubba Lucjan Błaszczyk Piotr Skierski Piotr Szafranek Tomasz Krzeszewski                                                                                              |
| 21     | 1998 | Eindhoven       | Frankrijk (3) Damien Éloi Eric Varin Jean-Philippe Gatien Nicolas Chatelain Patrick Chila                      | Polen Lucjan Błaszczyk Marcin Kusiński Michał Dziubański Piotr Skierski Tomasz Krzeszewski                   | Zweden Erik Lindh Fredrik Håkansson Jan-Ove Waldner Jörgen Persson Peter Karlsson |
| 22     | 2000 | Bremen          | Zweden (13) Fredrik Håkansson Jan-Ove Waldner Jörgen Persson Peter Karlsson Peter Nilsson                      | Duitsland Jörg Roßkopf Peter Franz Steffen Fetzner Timo Boll Torben Wosik                                    | Polen Bartosz Such Lucjan Błaszczyk Marcin Kusiński Michał Dziubański Tomasz Krzeszewski                                                                                             |
| 23     | 2002 | Zagreb          | Zweden (14) Fredrik Håkansson Jan-Ove Waldner Jens Lundqvist Peter Karlsson                                    | Duitsland Bastian Steger Lars Hielscher Timo Boll Torben Wosik Zoltan Fejer-Konnerth                         | Oostenrijk Chen Weixing Karl Jindrak Qian Qianli Robert Gardos Werner Schlager Frankrijk Christophe Legoût Damien Éloi Eric Varin Patrick Chila                                      |
| 24     | 2003 | Courmayeur      | Wit-Rusland Dimitrij Chumakov Jevgeni Stjetenin Vladimir Samsonov                                              | Duitsland Bastian Steger Jörg Roßkopf Timo Boll Torben Wosik Zoltan Fejer-Konnerth                           | Tsjechië Josef Plachý Marek Čihák Marek Klásek Petr Korbel Zweden Fredrik Håkansson Jens Lundqvist Jörgen Persson Peter Karlsson                                                     |
| 25     | 2005 | Aarhus          | Denemarken Allan Bentsen Finn Tugwell Martin Monrad Michael Maze                                               | Oostenrijk Chen Weixing Karl Jindrak Konstadin Lengerov Robert Gardos Werner Schlager                        | Roemenië Adrian Crişan Andrei Filimon Constantin Cioti Tsjechië Marek Klásek Petr Korbel Richard Výborný Tomáš Pavelka                                                               |
| 26     | 2007 | Belgrado        | Duitsland Bastian Steger Christian Süß Dimitrij Ovtcharov Jörg Roßkopf Timo Boll                               | Kroatië Andrej Gaćina Roko Tošić Tan Ruiwu Tomislav Zubčić Zoran Primorac                                    | Polen Bartosz Such Daniel Górak Jakub Kosowski Lucjan Błaszczyk Pawel Chmiel Roemenië Adrian Crişan Andrei Filimon Constantin Cioti Lucian Filimon                                   |
| 27     | 2008 | Sint-Petersburg | Duitsland (2) Patrick Baum Timo Boll Dimitrij Ovtcharov Bastian Steger Christian Süß                           | Wit-Rusland Vladimir Samsonov Jevgeni Stjetenin Vitaly Nekhvedovich                                          | België Martin Bratanov Jean-Michel Saive Yannick Vostes Oostenrijk Bernhard Presslmayer Chen Weixing Daniel Habesohn Robert Gardos Werner Schlager                                   |
| 28     | 2009 | Stuttgart       | Duitsland (3) Patrick Baum Timo Boll Dimitrij Ovtcharov Bastian Steger Christian Süß                           | Denemarken Jonathan Groth Michael Maze Martin Monrad Kasper Sternberg Finn Tugwell                           | Oostenrijk Chen Weixing Stefan Fegerl Robert Gardos Werner Schlager Roemenië Constantin Cioti Adrian Crişan Andrei Filimon                                                           |
| 29     | 2010 | Ostrava         | Duitsland (4) Patrick Baum Timo Boll Dimitrij Ovtcharov Christian Süß                                          | Wit-Rusland Vitaly Nekhvedovich Pavel Platonov Vladimir Samsonov Jevgeni Stjetenin                           | Frankrijk Emmanuel Lebesson Christophe Legoût Adrien Mattenet Abdel-Kader Salifou Tsjechië Petr Korbel Dmytro Prokoptsov Josef Šimončík Jiří Vráblík                                 |
| 30     | 2011 | Gdańsk / Sopot  | Duitsland (5) Bastian Steger Dimitrij Ovtcharov Patrick Baum Ruwen Filus Timo Boll                             | Zweden Jens Lundqvist Jörgen Persson Pär Gerell Robert Svensson                                              | Oostenrijk Daniel Habesohn Robert Gardos Stefan Fegerl Werner Schlager Portugal João Monteiro Marcos Freitas Tiago Apolónia                                                          |
| 31     | 2013 | Schwechat       | Duitsland (6) Patrick Baum Patrick Franziska Dimitrij Ovtcharov                                                | Griekenland Panagiotis Gionis Kalinikos Kreanga Konstantinos Papageorgiou                                    | Rusland Aleksandr Sjibajev Kirill Skatsjkov Aleksej Smirnov Wit-Rusland Pavel Platonov Vladimir Samsonov Jevgeni Stjetenin                                                           |
| 32     | 2014 | Lissabon        | Portugal Tiago Apolónia Marcos Freitas João Geraldo João Monteiro                                              | Duitsland Timo Boll Patrick Franziska Steffen Mengel Dimitrij Ovtcharov                                      | Kroatië Andrej Gaćina Tomislav Kolarek Tan Ruiwu Zweden Pär Gerell Kristian Karlsson Jon Persson                                                                                     |
| 33     | 2015 | Jekaterinenburg | Oostenrijk Chen Weixing Stefan Fegerl Robert Gardos Daniel Habesohn                                            | Duitsland Patrick Baum Ruwen Filus Patrick Franziska Dimitrij Ovtcharov Ricardo Walther                      | Frankrijk Tristan Flore Simon Gauzy Antoine Hachard Emmanuel Lebesson Stéphane Ouaiche Wit-Rusland Aliaksandr Khanin Pavel Platonov Vladimir Samsonov Gleb Shamruk Jevgeni Stjetenin |
| 34     | 2017 | Luxemburg       | Duitsland (7) Timo Boll Ruwen Filus Patrick Franziska Dimitrij Ovtcharov Ricardo Walther                       | Portugal Tiago Apolónia Marcos Freitas João Monteiro                                                         | Frankrijk Tristan Flore Simon Gauzy Emmanuel Lebesson Quentin Robinot Slovenië Darko Jorgić Deni Kožul Bojan Tokič Jan Žibrat                                                        |
| 35     | 2019 | Nantes          | Duitsland (8) Timo Boll Patrick Franziska Dimitrij Ovtcharov                                                   | Portugal Tiago Apolónia Marcos Freitas João Monteiro                                                         | Frankrijk Can Akkuzu Tristan Flore Simon Gauzy Emmanuel Lebesson Zweden Mattias Falck Kristian Karlsson Truls Möregårdh Jon Persson                                                  |
| 36     | 2021 | Cluj-Napoca     | Duitsland (9) Benedikt Duda Ruwen Filus Patrick Franziska Dang Qiu                                             | Rusland Maksim Grebnev Lev Katsman Vladimir Sidorenko Kirill Skatsjkov                                       | Denemarken Jonathan Groth Anders Lind Tobias Rasmussen Zweden Mattias Falck Anton Källberg Truls Möregårdh Jon Persson                                                               |
| 37     | 2023 | Malmö           | Zweden (15) Mattias Falck Anton Källberg Kristian Karlsson Truls Möregårdh                                     | Duitsland Timo Boll Benedikt Duda Kay Stumper Ricardo Walther                                                | Frankrijk Can Akkuzu Alexis Lebrun Félix Lebrun Jules Rolland Portugal Tiago Apolónia Marcos Freitas João Geraldo João Monteiro                                                      |
| 38     | 2025 | Zadar           | 12 t/m 19 oktober 2025                                                                                         | 12 t/m 19 oktober 2025                                                                                       | 12 t/m 19 oktober 2025 |
| 39     | 2027 | Porto           | | | |

#### Vrouwen
| Editie | Jaar | Plaats          | Goud                                                                                     | Zilver                                                                                 | Brons |
| ------ | ---- | --------------- | ---------------------------------------------------------------------------------------- | -------------------------------------------------------------------------------------- | --- |
| 1      | 1958 | Boedapest       | Engeland Ann Haydon Diane Collins-Rowe Jill Rook                                         | Roemenië Angelica Rozeanu Ella Zeller                                                  | |
| 2      | 1960 | Zagreb          | Hongarije Éva Kóczián Gizella Farkas-Lantos Lívia Mossóczy Sárolta Máthé                 | Engeland Diane Rowe-Collins Kathleen Best-Thompson                                     | |
| 3      | 1962 | West-Berlijn    | Bondsrepubliek Duitsland Ágnes Simon Edit Buchholz Inge Harst Uschi Matthias             | Engeland Diane Rowe Lesley Bell Mary Shannon                                           | Frankrijk Alima Mokhtari Martine Le Bras Monique Alber Zweden Birgitta Tegner Britta Andersson Lena Guntsch Marita Carlsson                                                              |
| 4      | 1964 | Malmö           | Engeland (2) Diane Rowe Irene Ogus Lesley Bell Mary Shannon                              | Hongarije Erzsébet Jurik Éva Kóczián-Földy Sárolta Lukács                              | Roemenië Ella Constantinescu-Zeller Maria Alexandru |
| 5      | 1966 | Londen          | Hongarije (2) Erzsébet Jurik Éva Kóczián-Földy Sárolta Lukács                            | Sovjet-Unie Laima Balaišytė Rita Pogosova Signe Paisjärv Svetlana Grinberg             | Tsjecho-Slowakije Irena Mikócziová-Bosá Jitka Karlíková Marta Lužová |
| 6      | 1968 | Lyon            | Bondsrepubliek Duitsland (2) Ágnes Simon Edit Buchholz Jutta Krüger Wiebke Hendriksen    | Sovjet-Unie Galina Eremenko Rita Pogosova Svetlana Grinberg Zoja Roednova              | Tsjecho-Slowakije Ilona Voštová Jana Pauknerova Jitka Karlíková Marta Lužová |
| 7      | 1970 | Moskou          | Sovjet-Unie Aldona Skarulene Rita Pogosova Svetlana Grinberg Zoja Roednova               | Tsjecho-Slowakije Alice Grófová Ilona Voštová Jitka Karlíková                          | Engeland Jill Shirley Karenza Smith-Mathews Mary Wright |
| 8      | 1972 | Rotterdam       | Hongarije (3) Beatrix Kisházi Henriette Lotaller Judit Magos                             | Bondsrepubliek Duitsland Ágnes Simon Diane Schöler-Rowe Edit Wetzel Wiebke Hendriksen  | Sovjet-Unie Elmira Antonjan Svetlana Fedorova-Grinberg Zoja Roednova |
| 9      | 1974 | Novi Sad        | Sovjet-Unie (2) Asta Gedraitite Elmira Antonjan Svetlana Fedorova-Grinberg Zoja Roednova | Hongarije Beatrix Kisházi Henriette Lotaller Judit Magos                               | Tsjecho-Slowakije Alice Grófová Blanka Šilhánová Haná Rietlová Ludmila Šmídová |
| 10     | 1976 | Praag           | Sovjet-Unie (3) Elmira Antonjan Tatjana Ferdman Valentina Popova Zoja Roednova           | Engeland Carole Knight Jill Hammersley Linda Howard                                    | Tsjecho-Slowakije Alice Grófová Blanka Šilhánová Dana Dubinova Ilona Uhlíková-Voštová Miloslava Žižkova                                                                                  |
| 11     | 1978 | Duisburg        | Hongarije (4) Beatrix Kisházi Gabriella Szabó Judit Magos Zsuzsa Oláh                    | Tsjecho-Slowakije Blanka Šilhánová Dana Dubinova Ilona Uhlíková                        | Roemenië Éva Ferenczi Liana Mihuț Maria Alexandru |
| 12     | 1980 | Bern            | Sovjet-Unie (4) Fliura Bulatova Ljoedmila Baksjoetova Narine Antonjan Valentina Popova   | Hongarije Beatrix Kisházi Gabriella Szabó Judit Magos Zsuzsa Oláh                      | Roemenië Éva Ferenczi Liana Macean-Mihuț Maria Alexandru |
| 13     | 1982 | Boedapest       | Hongarije (5) Beatrix Kisházi Edit Urbán Gabriella Szabó Zsuzsa Oláh                     | Bondsrepubliek Duitsland Anke Olschewski K. Krüger Susanne Wenzel Ursula Kamizuru      | Engeland Carole Knight Jill Hammersley Karen Witt Linda Jarvis |
| 14     | 1984 | Moskou          | Sovjet-Unie (5) Anita Zakharyan Fliura Bulatova Narine Antonjan Valentina Popova         | Joegoslavië Branka Batinić Gordana Perkučin Vesna Ojsteršek                            | Hongarije Edit Urbán Gabriella Szabó Zsuzsa Oláh |
| 15     | 1986 | Praag           | Hongarije (6) Csilla Bátorfi Edit Urbán Györgyi Fazekas Zsuzsa Oláh                      | Sovjet-Unie Fliura Bulatova Jelena Kovtun Narine Antonjan Valentina Popova             | Bondsrepubliek Duitsland Anke Olschewski-Schreiber Katja Nolten Olga Nemes Susanne Wenzel                                                                                                |
| 16     | 1988 | Parijs          | Sovjet-Unie (6) Fliura Bulatova Jelena Kovtun Raisa Timofejeva Valentina Popova          | Tsjecho-Slowakije Alena Šafářová Marie Hrachová Miluše Kočová Renata Kasalová          | Nederland Bettine Vriesekoop Gerdie Keen Mirjam Kloppenburg |
| 17     | 1990 | Göteborg        | Hongarije (7) Csilla Bátorfi Edit Urbán Gabriella Wirth                                  | Tsjecho-Slowakije Alena Šafářová Marie Hrachová Miluše Kočová Renata Kasalová          | Joegoslavië Elizabeta Harca Jasna Fazlić Marta Poljak Polona Frelih |
| 18     | 1992 | Stuttgart       | Roemenië Adriana Năstase Emilia Ciosu Maria Bogoslov Otilia Bădescu                      | Nederland Bettine Vriesekoop Emily Noor Gerdie Keen Mirjam Hooman                      | GOS Galina Melnik Irina Palina Jelena Timina Valentina Popova |
| 19     | 1994 | Birmingham      | Rusland Galina Melnik Irina Palina Jelena Timina Oksana Koesjtsj Svetlana Bachtina       | Duitsland Christiane Prädel Christina Fischer Jie Schöpp Nicole Struse Olga Nemes      | Hongarije Csilla Bátorfi Krisztina Tóth Mária Fazekas Vivien Ello Zita Molnár |
| 20     | 1996 | Bratislava      | Duitsland Christina Fischer Elke Schall Jie Schöpp Nicole Struse Olga Nemes              | Hongarije Csilla Bátorfi Krisztina Tóth Mária Fazekas Vivien Ello Zita Molnár          | Roemenië Adriana Năstase Emilia Ciosu Georgeta Cojocaru Mihaela Șteff Otilia Bădescu |
| 21     | 1998 | Eindhoven       | Duitsland (2) Christina Fischer Elke Schall Jie Schöpp Nicole Struse Olga Nemes          | Hongarije Csilla Bátorfi Eva Braun Krisztina Tóth Mária Fazekas                        | Roemenië Adriana Năstase Antonela Manac Mihaela Encea Mihaela Șteff Otilia Bădescu |
| 22     | 2000 | Bremen          | Hongarije (8) Csilla Bátorfi Krisztina Tóth Mária Fazekas Zita Molnár                    | Duitsland Elke Schall Jie Schöpp Nicole Struse Olga Nemes Qianhong Gotsch              | Kroatië Andrea Bakula Eldijana Aganović Tamara Boroš Sandra Paović |
| 23     | 2002 | Zagreb          | Roemenië (2) Ana Gogorita Adriana Năstase Mihaela Șteff                                  | Duitsland Elke Wosik Jessica Göbel Laura Stumper Nicole Struse Tanja Hain-Hofmann      | Hongarije Csilla Bátorfi Krisztina Tóth Mária Fazekas Petra Lovas Zweden Åsa Svensson Sandra Johansson Susanne Jonsson                                                                   |
| 24     | 2003 | Courmayeur      | Italië Laura Negrisoli Nikoleta Stefanova Wenling Tan Monfardini                         | Kroatië Andrea Bakula Cornelia Molnar Tamara Boroš Sandra Paović                       | Hongarije Csilla Bátorfi Krisztina Tóth Mária Fazekas Petra Lovas Roemenië Adriana Năstase Mihaela Șteff Otilia Bădescu                                                                  |
| 25     | 2005 | Aarhus          | Roemenië (3) Adriana Zamfir-Năstase Elizabeta Samara Mihaela Șteff Otilia Bădescu        | Kroatië Andrea Bakula Cornelia Molnar Tamara Boroš Sandra Paović                       | Italië Laura Negrisoli Nikoleta Stefanova Wenling Tan Monfardini Slovenië Biljana Todorović Helena Halas Martina Safran                                                                  |
| 26     | 2007 | Belgrado        | Hongarije (9) Georgina Póta Krisztina Tóth Li Bin Petra Lovas Szandra Pergel             | Rusland Irina Kotichina Irina Palina Joelia Prochorova Oksana Fadejeva Svetlana Ganina | Duitsland Elke Wosik Kristin Silbereisen Laura Stumper Nicole Struse Wu Jiaduo Italië Laura Negrisoli Nikoleta Stefanova Wang Yu Wenling Tan Monfardini                                  |
| 27     | 2008 | Sint-Petersburg | Nederland Li Jiao Li Jie Jelena Timina                                                   | Hongarije Petra Lovas Georgina Póta Krisztina Tóth                                     | Kroatië Andrea Bakula Tamara Boroš Cornelia Molnar Sandra Paović Roemenië Daniela Dodean Iulia Necula Elizabeta Samara Mariana Stoian                                                    |
| 28     | 2009 | Stuttgart       | Nederland (2) Li Jiao Li Jie Jelena Timina                                               | Polen Li Qian Natalia Partyka Xu Jie                                                   | Kroatië Andrea Bakula Tamara Boroš Cornelia Molnar Tsjechië Dana Hadačová Renáta Štrbíková Iveta Vacenovská                                                                              |
| 29     | 2010 | Ostrava         | Nederland (3) Linda Creemers Li Jiao Li Jie Jelena Timina                                | Roemenië Daniela Dodean Cristina Hirici Iulia Necula Elizabeta Samara                  | Polen Katarzyna Grzybowska Li Qian Natalia Partyka Magdalena Szczerkowska Xu Jie Wit-Rusland Elena Dubkova Veranika Pawlovitsj Viktoryja Pawlovitsj Aljaksandra Pryvalava                |
| 30     | 2011 | Gdańsk / Sopot  | Nederland (4) Britt Eerland Jelena Timina Li Jiao Li Jie Linda Creemers                  | Roemenië Daniela Dodean Iulia Necula Elizabeta Samara Bernadette Szőcs                 | Hongarije Dóra Madarász Georgina Póta Krisztina Tóth Petra Lovas Szandra Pergel Wit-Rusland Elena Dubkova Inna Karagodina Veranika Pawlovitsj Viktoryja Pawlovitsj Aljaksandra Pryvalava |
| 31     | 2013 | Schwechat       | Duitsland (3) Han Ying Shan Xiaona Kristin Silbereisen Petrissa Solja                    | Roemenië Daniela Dodean Elizabeta Samara Bernadette Szőcs                              | Rusland Polina Michajlova Jana Noskova Anna Tichomirova Jelena Trosjnjova Tsjechië Dana Čechová Hana Matelová Renáta Štrbíková Iveta Vacenovská                                          |
| 32     | 2014 | Lissabon        | Duitsland (4) Han Ying Irene Ivancan Shan Xiaona Petrissa Solja Sabine Winter            | Oostenrijk Li Qiangbing Liu Jia Sofia Polcanova Amelie Solja                           | Polen Katarzyna Grzybowska Li Qian Natalia Partyka Zweden Linda Bergström Matilda Ekholm Li Fen Daniela Moskovits                                                                        |
| 33     | 2015 | Jekaterinenburg | Duitsland (5) Han Ying Irene Ivancan Shan Xiaona Petrissa Solja Sabine Winter            | Roemenië Daniela Monteiro-Dodean Elizabeta Samara Bernadette Szőcs                     | Oekraïne Tetjana Bilenko Hanna Haponova Margaryta Pesotska Rusland Polina Michajlova Jana Noskova Anna Tichomirova                                                                       |
| 34     | 2017 | Luxemburg       | Roemenië (4) Daniela Monteiro-Dodean Elizabeta Samara Bernadette Szőcs                   | Duitsland Han Ying Nina Mittelham Shan Xiaona Yuan Wan Sabine Winter                   | Nederland Britt Eerland Li Jie Kim Vermaas Rusland Jana Noskova Polina Michajlova Olga Vorobjova                                                                                         |
| 35     | 2019 | Nantes          | Roemenië (5) Daniela Monteiro-Dodean Elizabeta Samara Bernadette Szőcs                   | Portugal Rita Fins Leila Oliveira Shao Jieni Yu Fu                                     | Hongarije Dóra Madarász Szandra Pergel Georgina Póta Polen Natalia Bajor Li Qian Natalia Partyka                                                                                         |
| 36     | 2021 | Cluj-Napoca     | Duitsland (6) Annett Kaufmann Chantal Mantz Nina Mittelham Sabine Winter                 | Roemenië Daniela Monteiro-Dodean Elizabeta Samara Bernadette Szőcs                     | Frankrijk Pauline Chasselin Prithika Pavade Jia Nan Yuan Audrey Zarif Portugal Rita Fins Inês Matos Shao Jieni Yu Fu                                                                     |
| 37     | 2023 | Malmö           | Duitsland (7) Han Ying Annett Kaufmann Nina Mittelham Shan Xiaona Sabine Winter          | Roemenië Adina Diaconu Andreea Dragoman Elizabeta Samara Bernadette Szőcs              | Frankrijk Charlotte Lutz Prithika Pavade Jia Nan Yuan Audrey Zarif Portugal Inês Matos Matilde Pinto Shao Jieni Yu Fu                                                                    |
| 38     | 2025 | Zadar           | 12 t/m 19 oktober 2025                                                                   | 12 t/m 19 oktober 2025                                                                 | 12 t/m 19 oktober 2025 |
| 39     | 2027 | Porto           |                                                                                          |                                                                                        | |

## Medaillespiegel

### Per (voormalig) land
Dubbelparen uit verschillende landen gelden ieder als 0,5.
| Rang | Land                     |      |      |      | Totaal |
| ---- | ------------------------ | ---- | ---- | ---- | ------ |
| 1    | Duitsland                | 46   | 22   | 37   | 105    |
| 2    | Hongarije                | 37   | 30,5 | 43,5 | 111    |
| 3    | Zweden                   | 36,5 | 24   | 47,5 | 108    |
| 4    | Sovjet-Unie              | 20,5 | 16   | 31   | 67,5   |
| 5    | Roemenië                 | 19,5 | 25   | 38   | 82,5   |
| 6    | Joegoslavië              | 12   | 12   | 22,5 | 46,5   |
| 7    | Frankrijk                | 11,5 | 5    | 32   | 48,5   |
| 8    | Oostenrijk               | 9    | 12,5 | 19   | 40,5   |
| 9    | Tsjecho-Slowakije        | 8,5  | 18   | 23   | 49,5   |
| 10   | Nederland                | 8,5  | 7,5  | 12   | 28     |
| 11   | Wit-Rusland              | 8    | 8,5  | 12   | 28,5   |
| 12   | Engeland                 | 7    | 13,5 | 19   | 39,5   |
| 13   | Bondsrepubliek Duitsland | 4,5  | 10   | 18,5 | 33     |
| 14   | Litouwen                 | 4    | 1    | 7    | 12     |
| 15   | Rusland                  | 3,5  | 6,5  | 18   | 28     |
| 16   | Kroatië                  | 3    | 8    | 13   | 24     |
| 17   | Polen                    | 2,5  | 11,5 | 19   | 33     |
| 18   | Portugal                 | 2,5  | 5    | 12   | 19,5   |
| 19   | Denemarken               | 2,5  | 2    | 2,5  | 7      |
| 20   | Luxemburg                | 2,5  | 2    | 2    | 6,5    |
| 21   | Turkije                  | 2,5  | 1,5  | 2,5  | 6,5    |
| 22   | Joegoslavië              | 1,5  | 2    | 0,5  | 4      |
| 23   | Tsjechië                 | 1,5  | 0    | 7    | 8,5    |
| 24   | Spanje                   | 1,5  | 0    | 4    | 5,5    |
| 25   | Griekenland              | 1    | 4,5  | 3    | 8,5    |
| 26   | België                   | 1    | 3,5  | 2,5  | 7      |
| 27   | Italië                   | 1    | 3    | 7    | 11     |
| 28   | Servië                   | 1    | 1    | 4,5  | 6,5    |
| 29   | Bulgarije                | 1    | 0    | 0,5  | 1,5    |
| 30   | Slowakije                | 0,5  | 2    | 2,5  | 5      |
| 31   | Servië en Montenegro     | 0,5  | 0    | 3    | 3,5    |
| 32   | Oekraïne                 | 0    | 2    | 5    | 7      |
| 33   | Slovenië                 | 0    | 1    | 4    | 5      |
| 34   | Zwitserland              | 0    | 1    | 0    | 1      |
| 35   | GOS                      | 0    | 0    | 2    | 2      |
| 36   | Moldavië                 | 0    | 0    | 0,5  | 0,5    |
|      |                          | 262  | 262  | 477  | 1001   |

### Meervoudige winnaars
| Rang | Winnaar                    | Periode     | Enkel | Dubbel | Gemengd dubbel | Team | Totaal |
| ---- | -------------------------- | ----------- | ----- | ------ | -------------- | ---- | ------ |
| 1    | Timo Boll                  | 2000 - 2023 | 8     | 5      | 0              | 7    | 20     |
| 2    | Jan-Ove Waldner            | 1982 - 2002 | 1     | 3      | 0              | 7    | 11     |
| 3    | Dimitrij Ovtcharov         | 2007 -      | 2     | 0      | 0              | 8    | 10     |
| 3    | Kjell Johansson            | 1964 - 1976 | 2     | 2      | 0              | 6    | 10     |
| 3    | Zoja Roednova              | 1964 - 1976 | 2     | 1      | 4              | 3    | 10     |
| 6    | Csilla Bátorfi             | 1986 - 2005 | 1     | 4      | 1              | 3    | 9      |
| 6    | Jörgen Persson             | 1984 - 2011 | 1     | 2      | 0              | 6    | 9      |
| 6    | Mikael Appelgren           | 1982 - 1992 | 3     | 1      | 0              | 5    | 9      |
| 6    | Valentina Popova           | 1976 - 1994 | 2     | 2      | 1              | 4    | 9      |
| 10   | Christian Süß              | 2005 - 2010 | 0     | 4      | 0              | 4    | 8      |
| 10   | Elizabeta Samara           | 2005 -      | 1     | 2      | 2              | 3    | 8      |
| 10   | Erik Lindh                 | 1980 - 1998 | 0     | 2      | 0              | 6    | 8      |
| 10   | Hans Alsér                 | 1960 - 1970 | 2     | 1      | 1              | 4    | 8      |
| 14   | Krisztina Tóth             | 1994 - 2012 | 0     | 3      | 2              | 2    | 7      |
| 14   | Rūta Garkauskaitė          | 1994 - 2018 | 1     | 2      | 4              | 0    | 7      |
| 16   | Bastian Steger             | 2002 - 2015 | 0     | 0      | 0              | 6    | 6      |
| 16   | Éva Földy-Kóczián          | 1958 - 1966 | 3     | 1      | 0              | 2    | 6      |
| 16   | Fliura Bulatova            | 1980 - 1988 | 1     | 2      | 0              | 3    | 6      |
| 16   | Judit Magos                | 1972 - 1982 | 2     | 2      | 0              | 2    | 6      |
| 16   | Li Jiao                    | 2005 - 2011 | 2     | 0      | 0              | 4    | 6      |
| 16   | Petrissa Solja             | 2013 -      | 1     | 2      | 0              | 3    | 6      |
| 16   | Stellan Bengtsson          | 1970 - 1980 | 1     | 1      | 0              | 4    | 6      |
| 16   | Vladimir Samsonov          | 1994 - 2015 | 3     | 1      | 1              | 1    | 6      |
| 16   | Zoltán Berczik             | 1958 - 1964 | 2     | 1      | 1              | 2    | 6      |
| 25   | Carl-Johan Bernhardt       | 1964 - 1972 | 0     | 0      | 0              | 5    | 5      |
| 25   | Daniela Dodean             | 2008 -      | 0     | 2      | 1              | 2    | 5      |
| 25   | Dragutin Šurbek            | 1966 - 1986 | 1     | 3      | 0              | 1    | 5      |
| 25   | Jelena Timina              | 1990 - 2011 | 0     | 0      | 0              | 5    | 5      |
| 25   | Mihaela Șteff              | 1996 - 2005 | 0     | 3      | 0              | 2    | 5      |
| 25   | Nicole Struse              | 1994 - 2007 | 1     | 2      | 0              | 2    | 5      |
| 25   | Otilia Bădescu             | 1986 - 2005 | 1     | 0      | 2              | 2    | 5      |
| 25   | Patrick Baum               | 2008 - 2015 | 0     | 0      | 0              | 5    | 5      |
| 25   | Patrick Franziska          | 2013 -      | 0     | 1      | 0              | 4    | 5      |
| 25   | Peter Karlsson             | 1990 - 2003 | 1     | 0      | 0              | 4    | 5      |
| 25   | Sabine Winter              | 2013 -      | 0     | 2      | 0              | 4    | 6      |
| 36   | Aleksandar Karakašević     | 2000 -      | 0     | 0      | 4              | 0    | 4      |
| 36   | Anton Stipančić            | 1966 - 1980 | 0     | 2      | 1              | 1    | 4      |
| 36   | Bo Persson                 | 1968 - 1974 | 0     | 0      | 0              | 4    | 4      |
| 36   | Diane Rowe                 | 1958 - 1972 | 0     | 2      | 0              | 2    | 4      |
| 36   | Edit Urbán                 | 1982 - 1990 | 0     | 1      | 0              | 3    | 4      |
| 36   | Gábor Gergely              | 1974 - 1982 | 1     | 1      | 0              | 2    | 4      |
| 36   | Han Ying                   | 2013 -      | 0     | 0      | 1              | 4    | 5      |
| 36   | István Jónyer              | 1968 - 1982 | 0     | 2      | 0              | 2    | 4      |
| 36   | Jean-Philippe Gatien       | 1990 - 2000 | 0     | 1      | 1              | 2    | 4      |
| 36   | Jacques Secrétin           | 1974 - 1984 | 1     | 1      | 1              | 1    | 4      |
| 36   | Li Jie                     | 2008 - 2017 | 0     | 0      | 0              | 4    | 4      |
| 36   | Maria Alexandru            | 1960 - 1980 | 1     | 2      | 1              | 0    | 4      |
| 36   | Narine Antonjan            | 1978 - 1986 | 0     | 2      | 0              | 2    | 4      |
| 36   | Ruwen Filus                | 2011 -      | 0     | 0      | 1              | 3    | 4      |
| 36   | Shan Xiaona                | 2013 -      | 0     | 1      | 0              | 4    | 5      |
| 36   | Stanislav Gomozkov         | 1966 - 1976 | 0     | 0      | 4              | 0    | 4      |
| 36   | Ulf Carlsson               | 1980 - 1990 | 0     | 0      | 0              | 4    | 4      |
| 36   | Zoran Kalinić              | 1976 - 1996 | 0     | 3      | 0              | 1    | 4      |
| 54   | Ágnes Simon                | 1962 - 1976 | 1     | 0      | 0              | 2    | 3      |
| 54   | Beatrix Kisházi            | 1972 - 1982 | 0     | 0      | 0              | 3    | 3      |
| 54   | Bernadette Szőcs           | 2010 -      | 0     | 1      | 0              | 2    | 3      |
| 54   | Bettine Vriesekoop         | 1980 - 1996 | 2     | 0      | 1              | 0    | 3      |
| 54   | Dang Qiu                   | 2020 -      | 1     | 0      | 1              | 1    | 3      |
| 54   | Daniel Habesohn            | 2008 -      | 0     | 2      | 0              | 1    | 3      |
| 54   | Ferenc Sidó                | 1958 - 1960 | 0     | 1      | 0              | 2    | 3      |
| 54   | Henriette Lotaller         | 1972 - 1974 | 0     | 2      | 0              | 1    | 3      |
| 54   | Ilija Lupulesku            | 1986 - 2000 | 0     | 1      | 2              | 0    | 3      |
| 54   | João Monteiro              | 2011 -      | 0     | 1      | 1              | 1    | 3      |
| 54   | Jörg Roßkopf               | 1988 - 2007 | 1     | 1      | 0              | 1    | 3      |
| 54   | Kristin Lang-Silbereisen   | 2007 - 2016 | 0     | 2      | 0              | 1    | 3      |
| 54   | Linda Creemers             | 2008 - 2011 | 0     | 0      | 0              | 3    | 3      |
| 54   | Mary Wright-Shannon        | 1962 - 1970 | 0     | 2      | 0              | 1    | 3      |
| 54   | Milan Orlowski             | 1972 - 1986 | 1     | 1      | 1              | 0    | 3      |
| 54   | Ni Xia Lian                | 1998 -      | 2     | 0      | 1              | 0    | 3      |
| 54   | Nina Mittelham             | 2017 -      | 0     | 1      | 1              | 2    | 4      |
| 54   | Oksana Fadejeva-Koesjtsj   | 1994 - 2011 | 0     | 2      | 0              | 1    | 3      |
| 54   | Patrick Chila              | 1994 - 2007 | 0     | 1      | 0              | 2    | 3      |
| 54   | Sárolta Lukács-Máthé       | 1960 - 1966 | 0     | 0      | 1              | 2    | 3      |
| 54   | Sofia Polcanova            | 2018 -      | 2     | 1      | 0              | 0    | 3      |
| 54   | Svetlana Fedorova-Grinberg | 1964 - 1974 | 0     | 1      | 0              | 2    | 3      |
| 54   | Tamara Boroš               | 1998 - 2009 | 0     | 3      | 0              | 0    | 3      |
| 54   | Tibor Klampár              | 1970 - 1982 | 0     | 1      | 0              | 2    | 3      |
| 54   | Viktoryja Pawlovitsj       | 2002 - 2012 | 2     | 1      | 0              | 0    | 3      |
| 54   | Zsuzsa Oláh                | 1978 - 1986 | 0     | 0      | 0              | 3    | 3      |
| 79   | Adriana Zamfir-Năstase     | 1996 - 2005 | 0     | 0      | 0              | 2    | 2      |
| 79   | Alexis Lebrun              | 2024 -      | 1     | 1      | 0              | 0    | 2      |
| 79   | Anders Johansson           | 1972 - 1974 | 0     | 0      | 0              | 2    | 2      |
| 79   | Andrei Filimon             | 2005 - 2013 | 0     | 0      | 2              | 0    | 2      |
| 79   | Angelica Rozeanu           | 1958 - 1960 | 0     | 2      | 0              | 0    | 2      |
| 79   | Carla Nouwen               | 2008 - 2010 | 0     | 0      | 0              | 2    | 2      |
| 79   | Chen Weixing               | 2002 - 2015 | 0     | 1      | 0              | 1    | 2      |
| 79   | Christer Johansson         | 1964 - 1966 | 0     | 0      | 0              | 2    | 2      |
| 79   | Damien Éloi                | 1998 - 2009 | 0     | 0      | 0              | 2    | 2      |
| 79   | Edit Wetzel-Buchholz       | 1962 - 1972 | 0     | 0      | 0              | 2    | 2      |
| 79   | Edvard Vecko               | 1962 - 1972 | 0     | 1      | 0              | 1    | 2      |
| 79   | Elmira Antonjan            | 1972 - 1976 | 0     | 0      | 0              | 2    | 2      |
| 79   | Emmanuel Lebesson          | 2009 -      | 1     | 0      | 1              | 0    | 2      |
| 79   | Erzsébet Jurik             | 1964 - 1966 | 0     | 1      | 0              | 1    | 2      |
| 79   | Fredrik Håkansson          | 1994 - 2003 | 0     | 0      | 0              | 2    | 2      |
| 79   | Gabriella Wirth            | 1990 - 1992 | 0     | 1      | 0              | 1    | 2      |
| 79   | Georgina Póta              | 2007 -      | 0     | 1      | 0              | 1    | 2      |
| 79   | Gizella Farkas-Lantos      | 1958 - 1960 | 0     | 0      | 1              | 1    | 2      |
| 79   | Ilona Uhlíková-Voštová     | 1968 - 1980 | 1     | 0      | 1              | 0    | 2      |
| 79   | Inge Harst                 | 1962        | 0     | 0      | 1              | 1    | 2      |
| 79   | Irene Ivancan              | 2011 - 2015 | 0     | 0      | 0              | 2    | 2      |
| 79   | Janez Teran                | 1962        | 0     | 1      | 0              | 1    | 2      |
| 79   | Jasna Fazlić               | 1988 - 1992 | 0     | 1      | 1              | 0    | 2      |
| 79   | Jelena Kovtun              | 1986 - 1988 | 0     | 1      | 0              | 1    | 2      |
| 79   | Jevgeni Stjetenin          | 1998 - 2015 | 0     | 1      | 0              | 1    | 2      |
| 79   | Jie Schöpp                 | 1994 - 2000 | 0     | 0      | 0              | 2    | 2      |
| 79   | Jill Hammersley            | 1970 - 1982 | 1     | 1      | 0              | 0    | 2      |
| 79   | Kalinikos Kreanga          | 1994 - 2013 | 0     | 1      | 1              | 0    | 2      |
| 79   | László Földy               | 1958 - 1960 | 0     | 0      | 0              | 2    | 2      |
| 79   | Marcos Freitas             | 2008 -      | 0     | 1      | 0              | 1    | 2      |
| 79   | Melek Hu                   | 2010 - 2016 | 1     | 1      | 0              | 0    | 2      |
| 79   | Michael Maze               | 2005 - 2009 | 1     | 0      | 0              | 1    | 2      |
| 79   | Nicolas Chatelain          | 1994 - 1998 | 0     | 0      | 0              | 2    | 2      |
| 79   | Olga Nemes                 | 1986 - 2000 | 0     | 0      | 0              | 2    | 2      |
| 79   | Patrick Birocheau          | 1980 - 1986 | 0     | 1      | 0              | 1    | 2      |
| 79   | Péter Rózsás               | 1964 - 1972 | 0     | 1      | 1              | 0    | 2      |
| 79   | Stefan Fegerl              | 2009 - 2018 | 0     | 1      | 0              | 1    | 2      |
| 79   | Vladimír Miko              | 1964 - 1966 | 0     | 1      | 1              | 0    | 2      |
| 79   | Vojislav Marković          | 1962 - 1966 | 0     | 1      | 0              | 1    | 2      |
| 79   | Mattias Falck              | 2022 -      | 0     | 1      | 0              | 1    | 2      |
| 79   | Kristian Karlsson          | 2022 -      | 0     | 1      | 0              | 1    | 2      |
| 79   | Werner Schlager            | 1998 - 2011 | 0     | 1      | 1              | 0    | 2      |
| 79   | Wiebke Hendriksen          | 1968 - 1978 | 0     | 0      | 1              | 1    | 2      |
| 79   | Zoltán Bubonyi             | 1958 - 1960 | 0     | 0      | 0              | 2    | 2      |
| 79   | Zoran Primorac             | 1986 - 2007 | 0     | 1      | 1              | 0    | 2      |

1958 · 1960 · 1962 · 1964 · 1968 · 1970 · 1972 · 1974 · 1978 · 1980 · 1982 · 1984 · 1986 · 1988 · 1990 · 1992 · 1994 · 1996 · 1998 · 2000 · 2002 · 2003 · 2005 · 2007 · 2008 · 2009 · 2010 · 2011 · 2012 · 2013 · 2014 · 2015 · 2016 · 2017 · 2018 · 2019 · 2020 · 2021 · 2022 · 2023 · 2024